# Bloodrayne: The Third Reich
Bloodrayne: The Third Reich (auch Bloodrayne: The Blood Reich) ist eine deutsch-US-amerikanisch-kanadische Koproduktion von Regisseur Uwe Boll. Der Horrorfilm mit Splatter-Elementen ist der dritte Teil der Bloodrayne-Reihe, die auf der gleichnamigen Computerspielserie beruht. Im Gegensatz zu den beiden ersten Teilen ist der Film stärker an die Vorlage angelehnt und spielt während der Zeit des Nationalsozialismus.

## Handlung
Adolf Hitler hat Europa fest im Griff. Die Vernichtungsmaschinerie der Nationalsozialisten läuft auf Hochtouren. Aus den besetzten Gebieten werden Häftlinge in Konzentrationslager eingeliefert. An der deutschen Ostfront leistet Nathaniel mit einer Gruppe von Partisanen Widerstand. Als sie sich den Nazis in den Weg stellen und einen Zug überfallen, der auf dem Weg nach Auschwitz ist, schließt sich ihnen Rayne an, ein Dhampir, halb Mensch, halb Vampir. Die Frau ist mehrere hundert Jahre alt und hat ebenfalls beschlossen, Widerstand zu leisten. Zusammen töten sie die Nazis, die den Zug bewachen. Als sich Rayne jedoch Kommandant Ekart Brand stellt, passiert ein Missgeschick. Rayne wird verwundet und ein Spritzer Blut landet im Gesicht des Kommandanten. Dieser verwandelt sich nun ebenfalls in einen Dhampir.
Zusammen mit dem verrückten Wissenschaftler Dr. Mangler beschließt Ekart Rayne zu töten und den Widerstand auszulöschen. Dr. Mangler, ein erfahrener Vampirforscher, will das Blut von Rayne, um damit Hitler zur Unsterblichkeit zu verhelfen. Gemeinsam stellen die beiden Nathaniel und Rayne eine Falle. Die beiden werden gefangen genommen und sollen mit einem Konvoi nach Berlin gebracht werden. Doch die letzten Mitglieder des Widerstands halten den Konvoi auf und in der letzten entscheidenden Schlacht kann Rayne Ekart bezwingen.
Nathaniel und Rayne gehen nun nach Berlin, um die Nazis aufzuhalten.

## Hintergrund
Der Film wurde 2010 in Zagreb, Kroatien gedreht. Parallel entstand mit der gleichen Crew, aber anderer Hauptdarstellerin die Parodie Blubberella, die 2011 veröffentlicht wurde, und – zeitlich etwas versetzt – der Film Auschwitz. Boll griff sowohl bei den Schauspielern, als auch bei der Crew auf alte Weggefährten zurück. Wie bei vielen Boll-Produktionen der jüngsten Vergangenheit, wurde etwa zur Hälfte das Drehbuch genutzt, aber ein weiterer Teil der Szenen vor Ort improvisiert.
Der Film enthält mehrere Anspielungen auf reale Begebenheiten im Dritten Reich. So ist Dr. Mangler eine offensichtliche Anspielung auf Josef Mengele und wird auch in den Untertiteln des Making-of als „Dr. Mengele“ geführt. Drehbuchautor Michael Nachoff gab an, nicht wirklich historische Recherche betrieben zu haben und nur einige wenige Fakten wegen der Authentizität näher verfolgt zu haben. So wird in einem Dialog beispielsweise der Enigma-Code erwähnt. Insgesamt zeigt er sich in einem der deutschen Version beiliegenden Interview zufrieden mit der Umsetzung des Skripts.
Im Gegensatz zu den beiden Vorgängerfilmen Bloodrayne (2005) und Bloodrayne II: Deliverance (2007) orientiert sich der Film mehr an der Originalvorlage.

## Kritik
Nach den von Kritikern eher gut angenommenen Werken wie Darfur, 1968 Tunnel Rats und Rampage wurden seine 2010 und 2011 erschienenen Werke Auschwitz, Bloodrayne III und dessen Parodie Blubberella wieder überwiegend als schlecht bewertet. Jan Hamm von Filmstarts bescheinigte dem Regisseur:

„Sein größtes Problem, größer als seine handwerklichen Defizite: Er verwechselt Auseinandersetzung mit zynischer Behauptung. Er hat kein Interesse daran, Gewaltphänomene zu ergründen; vielmehr predigt er mit seinen Filmen lautstark, Menschen seien nunmal von Natur aus niederträchtig – nur, um dann ebenso niederträchtig ans Werk zu gehen. Symptomatisch dafür steht der hochgradig sexistische und bestenfalls amateurhaft inszenierte Genre-Streifen „Bloodrayne: The Third Reich“.“